# 福澤晃平
福澤 晃平（ふくざわ こうへい、1993年〈平成５年〉4月2日 - ）は、日本のプロバスケットボール選手。長野県高森町出身。B.LEAGUEのアルバルク東京所属。ポジションはポイントガードまたはシューティングガード。

## 来歴

### プロ入り以前
長野県出身。
東海大三高校時代には、1学年上のザック・バランスキーを擁したチームの中で、当時からシューターとして開花。関西大学を経て、2016年、一時は一般企業に就職するも、ケガ人の発生でガードが不足していたファイティングイーグルス名古屋に加入し、同年のBリーグの開幕を迎える。

### FE名古屋時代
ルーキーとして迎えた2016-17シーズンから出場機会に恵まれ、主軸選手の1人として活躍。2017-18シーズンには朝山正悟や田口成浩を下してB2の3Pシュート成功率トップ(44.5%)に輝き、チームのB2中地区制覇に貢献した。

### 茨城時代
2018年オフには、前季に中地区で首位争いを繰り広げた茨城ロボッツへ移籍。茨城移籍後もシューターとして活躍を続け、茨城在籍3季目となった2020-21シーズンには、バイスキャプテンに就任した一方、B2で最速となる3ポイントシュート500本成功を達成。このシーズンの茨城のB1昇格に貢献したが、このオフに一度自由交渉選手リストに載ることに。その後、チームと再契約を果たし、茨城のB1挑戦メンバーとして残留した。
B1初挑戦となった2021-22シーズンは、B1とB2の合算だったため、リーグ公式記録としては認められなかったが、富樫勇樹に先駆けてBリーグ通算での3ポイントシュート600本成功を達成。B1でも得点力を落とさず、1試合平均12.2得点をマークした。
2022-23シーズンは引退した遥天翼の後を受けてオフコートキャプテンに就任するも、チーム内での起用法や戦術の変化から一転して出場機会が減少し、先発出場はプロ入り後初の0、前半戦では全くプレーしない試合も発生してしまう。プレータイムもプロ入り後初めてシーズン合計が1000分に到達しない上に、終盤戦に右手を骨折し一時離脱するなど苦しんだ1年を送る。シーズン終了後、自由交渉選手リスト入りし、後に5季在籍となった茨城退団が発表された。

### A東京時代
2023年、アルバルク東京へ移籍し、バランスキーと久々にチームメイトとなる。背番号は2017-18シーズンから着用していた「2」から変更し、「25」となった。